# Luis Horna
Luis Horna Viscari (Lima, 14 de Setembro de 1980) é um ex-tenista profissional peruano que possuía uma boa técnica e é um dos mais importantes tenistas da história do tênis no Peru. 
Horna disputou as Olimpíadas de Atenas, em 2004, e com ele, o Peru chegou a primeira divisão da Copa Davis de 2008, mas caiu logo na estreia contra a Espanha, o tenista possuiu um excelente retrospectivo na Davis.
Em simples, Luis Horna conquistou 2 títulos de torneios nível ATP e 5 nível Challengers. Já como duplista, venceu 6 torneios nível ATP nas duplas.
Em 2008, ele e o uruguaio Pablo Cuevas conquistaram o título de duplas do Torneio de Roland Garros, ao vencerem na final o canadense Daniel Nestor e o sérvio Nenad Zimonjic, estes então cabeças-de-chave número 2 do torneio, por 6/2 e 6/3, em 56 minutos. A vitória da dupla, que pela primeira vez disputava um torneio de Grand Slam, foi a primeira conquista de uma parceria latino-americana em um torneio desse porte.Por ter chegado à decisão, Horna foi o primeiro peruano a chegar à final de um Grand Slam de tênis, superando seu compatriota Carlos di Laura, semifinalista do Torneio de Roland Garros em 1985.

## Grand Slam finais

### Duplas: 1 (1–0)
| Resultado | Ano  | Campeonato       | Piso   | Parceiro     | Oponentes                    | Placar   |
| Campeão   | 2008 | Aberto da França | Saibro | Pablo Cuevas | Daniel Nestor Nenad Zimonjić | 6–2, 6–3 |

## ATP finais

### Simples: 3 (2 títulos – 1 vice)
| Legenda                           |
| Grand Slam (0)                    |
| Year-End Championships (0)        |
| ATP Masters Series (0)            |
| ATP International Series Gold (1) |
| ATP International Series (1-1)    |

| Resultado | N. | Data             | Campeonato   | Piso   | Oponente           | Placar      |
| Vice      | 1. | 29 Agosto 2004   | Long Island  | Duro   | Lleyton Hewitt     | 6–3, 6–1    |
| Campeão   | 1. | 5 Março 2006     | Acapulco     | Saibro | Juan Ignacio Chela | 7–6(5), 6–4 |
| Campeão   | 2. | 4 Fevereiro 2007 | Viña del Mar | Saibro | Nicolás Massú      | 7–5, 6–3    |

### Doubles: 11 (6 títulos 5 vices)
| Legend                              |
| Grand Slam (1)                      |
| Tennis Masters Cup (0)              |
| ATP Masters Series (0)              |
| ATP International Series Gold (1-1) |
| ATP International Series (4-4)      |

| Resultado | N. | Data              | Torneio                        | Piso   | Parceiro        | Oponentes                            | Placar                 |
| Vice      | 1. | 18 Julho 2004     | Amersfoort, Holanda            | Saibro | José Acasuso    | Jaroslav Levinský David Škoch        | 6–0, 2–6, 7–5          |
| Vice      | 2. | 10 Abril 2005     | Casablanca, Marrocos           | Saibro | Martín García   | František Čermák Leoš Friedl         | 6–4, 6–3               |
| Vice      | 3. | 24 Abril 2005     | Houston, EUA                   | Saibro | Martín García   | Daniel Nestor Mark Knowles           | 6–3, 6–4               |
| Campeão   | 1. | 24 Julho 2005     | Dutch Open, Holanda            | Saibro | Martín García   | Fernando González Nicolás Massú      | 6–4, 6–4               |
| Vice      | 4. | 17 Setembro 2006  | Bucareste, Romênia             | Saibro | Martín García   | Mariusz Fyrstenberg Marcin Matkowski | 6–7(5), 7–6(5), [10–8] |
| Campeão   | 2. | 1 Outubro 2006    | Palermo, Itália                | Saibro | Martín García   | Mariusz Fyrstenberg Marcin Matkowski | 7–6(1), 7–6(2)         |
| Campeão   | 3. | 29 Julho 2007     | ATP de Kitzbühel, Áustria      | Saibro | Potito Starace  | Tomás Behrend Christopher Kas        | 7–6(4), 7–6(5)         |
| Campeão   | 4. | 13 Janeiro 2008   | ATP de Auckland, Nova Zelândia | Duro   | Juan Mónaco     | Xavier Malisse Jürgen Melzer         | 6–4, 3–6, [10–7]       |
| Campeão   | 5. | 24 Fevereiro 2008 | Buenos Aires, Argentina        | Saibro | Agustín Calleri | Werner Eschauer Peter Luczak         | 6–0, 6–7(6), [10–2]    |
| Vice      | 5. | 2 Março 2008      | Acapulco, México               | Saibro | Agustín Calleri | Oliver Marach Michal Mertiňák        | 6–2, 6–7(3), [10–7]    |
| Campeão   | 6. | 7 Junho 2008      | Aberto da França, França       | Saibro | Pablo Cuevas    | Daniel Nestor Nenad Zimonjić         | 6–2, 6–3               |

## Ligações Externas
- Perfil na ATP {em inglês)